# فرودگاه صحرایی دنیل
فرودگاه صحرایی دنیل (به انگلیسی: Daniel Field) یک فرودگاه همگانی بهره‌برداری هوایی با کد یاتا DNL است که یک باند فرود آسفالت دارد و طول باند آن ۱۲۲۰ متر است. این فرودگاه در شهر آگوستا، جورجیا کشور ایالات متحده آمریکا قرار دارد و در ارتفاع ۱۲۹ متری از سطح دریا واقع شده‌است.